# Ozarba metaleuca
Ozarba metaleuca là một loài bướm đêm trong họ Noctuidae.